# Andreas Maske
Andreas Maske (* 9. März 1959 in Zeven) ist ein deutscher Unternehmer, Honorargeneralkonsul der Republik Paraguay und Vorsitzender der Geschäftsleitung der Maske Unternehmensgruppe, Hamburg.

## Leben
Andreas Maske wuchs im Unternehmerhaushalt seiner Eltern in Breddorf auf. Nach dem Erwerb des Betriebswirts (VWA) arbeitete er als Trainee für Leasingunternehmen und Autovermietungen in den Vereinigten Staaten. Seit 1985 ist er der Vorsitzende der Geschäftsführung der Maske Unternehmensgruppe.
Maske wurde im Dezember 2004 zum Honorarkonsul von Paraguay bestellt. Im August 2007 wurde er zum Honorargeneralkonsul der Republik Paraguay hochgestuft.
Andreas Maske lebt in Hamburg und hat zwei Kinder.

## Hilfsprojekte
Andreas Maske unterstützt die Gesundheits- und Ausbildungsförderung von Kindern und Jugendlichen in Paraguay. Hierzu gründete Maske mit Hamburger Unternehmern und Ärzten im Jahr 2005 den Verein Propara, der 2017 in den Deutsch-Paraguayischen Verein e.V. umgewandelt wurde.
Weiterhin unterstützt Maske den Hamburger SV. Er stiftete im Jahr 2005 den „Uwe-Seeler-Fuß in XXL“, der vor dem Volksparkstadion platziert wurde. Maske arrangierte zur Auszeichnung verdienter Sportler und Förderer einen „Walk of Fame des HSV“. Bis 2020 wurden über 30 verdiente Sportler in den Walk of Fame des HSV aufgenommen. Ferner unterstützt Maske eine Vielzahl sozialer und kultureller Einrichtungen in Hamburg und in Paraguay.
Seit 2017 fördert Andreas Maske zusammen mit Dietger Niederwieser (Universitätsklinik Leipzig) und mit Unterstützung der paraguayischen Sozialversicherungsanstalt IPS das erste hämatologisch-onkologische Zentrum zur Bekämpfung der Leukämie in Paraguay. Im August 2019 wurde der paraguayische Verein zur Spende von Stammzellen gegen Krebs (VKS Paraguay) mit Unterstützung von Maske und Niederwieser gegründet. Durch diese Spenderdatei verfügt Paraguay seit 2019 über ein nationales und internationales Stammzellen - Spenderregister.

## Ehrungen
Andreas Maske erhielt die Ehrendoktorwürde der Universidad Nacional de Asunción.
- 2012 erfolgte seine Ernennung zum „Visitante ilustre“  durch die Hauptstadt Paraguays, Asunción.
- 2013 erfolgte die Ernennung zum „Visitante ilustre“ des Departamento Cordillera, Paraguay.
- 2019 wurde Andreas Maske zum Ehrenpräsidenten des Deutsch-Paraguayischen Vereins ernannt.
- 2022 Der Staatspräsident der Republik Paraguay Mario Abdo Benítez zeichnet Maske mit dem Nationalen Verdienstorden „Don José Falcón“ aus.

| Personendaten    | Personendaten                   |
| ---------------- | ------------------------------- |
| NAME             | Maske, Andreas                  |
| ALTERNATIVNAMEN  | Maske Breddorf                  |
| KURZBESCHREIBUNG | deutscher Unternehmer und Mäzen |
| GEBURTSDATUM     | 9. März 1959                    |
| GEBURTSORT       | Zeven                           |